# Stuart Baxter
Stuart Baxter (sinh ngày 16 tháng 8 năm 1953) là một cựu cầu thủ và huấn luyện viên bóng đá người Anh, hiện đang là HLV của Đội tuyển bóng đá quốc gia Nam Phi.